# Linia kolejowa Tarnopol – Biała Czortkowska
Linia kolejowa Tarnopol – Biała Czortkowska – linia kolejowa na Ukrainie łącząca stację Tarnopol ze stacją Biała Czortkowska. Znajduje się w obwodzie tarnopolskim. Zarządzana jest przez Kolej Lwowską (oddział ukraińskich kolei państwowych).
Linia na całej długości jest jednotorowa i niezelektryfikowana.

## Historia
Linia ta stanowi fragment dawnej Galicyjskiej Kolei Transwersalnej (odcinek Kopyczyńce - Czortków) powstałej w 1884 i jej połączenia z Tarnopolem (odcinek Tarnopol - Kopyczyńce), powstałego w 1890. Początkowo linia leżała w Austro-Węgrzech, w latach 1918 - 1945 w Polsce, następnie w Związku Sowieckim (1945 - 1991) i od 1991 na Ukrainie.